# Oporinia terminassianae
Oporinia terminassianae là một loài bướm đêm trong họ Geometridae.